# Скляр (посёлок)
остановочный пункт Скляр — упразднённый посёлок в Агаповском районе Челябинской области. На момент упразднения входил в состав Первомайского сельсовета. Исключен из учётных данных в 1995 г.

## География
Располагался на востоке района, у одноимённого остановочного пункта Южно-Уральской железной дороги, в 7 км (по прямой) к востоку от посёлка Наваринка.

## История
Населённый пункт возник в 1930-е годы в связи со строительством железнодорожной платформы на линии Карталы I — Магнитогорск Южно-Уральской железной дороги.
По данным на 1970 год посёлок остановочная платформа Скляр входил в состав Первомайского сельсовета.
Исключен из учётных данных Постановлением Областной Думы Челябинской области от 21.12.1995 № 307.

## Население
| 1970 | 1977 | 1983 |
| ---- | ---- | ---- |
| 53   | ↘21  | ↘4   |